# Metéxis
Metéxis (em grego μέθεξις, transl.: méthexis,  "participação") é um termo da filosofia antiga. É usado na metafísica para descrever a relação entre as coisas e suas determinações, ou mais geralmente entre entidades ontológicas que têm algo em comum. O verbo associado é chamado metéchein (compartilhar, participar; literalmente: ter junto). A palavra metéxis veio da linguagem cotidiana, mas recebeu seu significado filosófico de Platão. Na filosofia platônica, participação ganha o significado principal para indicar as coisas do mundo sensível como tendo existência dependente, não autossuficiente, e sim compartilhando da essência das Formas, cujas qualidades de ser são eternas e se encontram no Mundo das Ideias; nisto, diz-se que uma coisa partícipe é semelhante à Ideia e às outras semelhantes, mas não idêntica (mesma) a ela em si, pois possuem existências separadas uma entre as outras. Em mereologia, isso estabelece uma hierarquia de relações que definem as partes presentes em um Todo. É vertido em latim com participatio.  

## Requisitos ontológicos
Nos sistemas ontológicos hierarquicamente organizados do platonismo, o universal é geralmente de maior prioridade que o particular e o individual. Uma relação entre um mais geral e um mais específico baseia-se no fato de que quanto mais geral é o arquétipo e a entidade geradora, mais específica é sua imagem e produto e, como tal, relativamente imperfeita. Existe uma relação de participação entre eles. A relação de participação entre o mais participante e o mais geral em que se "participa" (participado) é caracterizada pelo fato de que o mais específico, com certas restrições, tem a natureza do mais geral e, portanto, "participa" em sua natureza em certa medida. No entanto, por não possuir essa natureza em sua totalidade, mas apenas de maneira relativamente incompleta e imperfeita, e porque também possui outras determinações, não é essencialmente a mesma ou idêntica àquela da qual participa. 
A classificação mais alta produz a mais baixa, dando-lhe certos aspectos de sua própria natureza, na medida em que a capacidade de absorção e realização inerentemente limitada da menor permite. Isso significa que o mais baixo participa do mais alto. A participação também se refere ao fato de que o ontologicamente inferior deve sua existência ao superior. 

## O conceito de participação na Teoria das Ideias de Platão
Platão precisa dos termos methexis e metechein para representar sua Teoria das Ideias, preferindo o verbo. Assim, ele descreve a relação das coisas individuais no mundo sensorial com as ideias platônicas. As "coisas", nesse sentido, não são apenas objetos materiais, mas também eventos e ações. Segundo a Teoria das Ideias, as Ideias não são meras ideias na mente humana, mas formam uma realidade metafísica independente e objetivamente existente. Elas são os modelos primordiais segundo os quais as coisas individuais no mundo sensivelmente perceptível são projetadas. Estas devem a totalidade de suas propriedades a elas. Por exemplo, uma coisa grande não é grande por causa de sua própria natureza, mas por causa de sua participação na ideia de Grandeza. Como imagens refletidas, as coisas participam de seus arquétipos, cada coisa em várias Ideias e em cada Ideia uma infinidade de coisas. Cada coisa é constituída por suas diferentes relações de participação. Ele participa de tantas Ideias quanto possua de propriedades. A extensão da participação varia, depende da natureza do participante. Além disso, em alguns casos, a participação de uma coisa em uma determinada Ideia não é constante; ela pode crescer e diminuir, começar e terminar com mudanças no participante. Existe um tipo de participação que é inseparável da essência de uma coisa (por exemplo, a participação da alma imortal na vida) e apenas uma participação temporária que surge ou deixa de existir (por exemplo, participação de um corpo em repouso ou movimento).
 

É no Fédon que é usado pela primeira vez o termo metéxis: a presença (parousia) das Formas (participados perfeitos) do Belo e do Justo nos múltiplos participantes torna-os belos e justos.
"Penso que, se algo é belo além da Beleza absoluta, é belo por nenhuma outra razão senão porque participa do Belo; e isso se aplica a todas as coisas."
–Fédon 100c
Para que haja participação, é necessária a separação, divisão: chorismos, termo relacionado também à chôra - o receptáculo descrito no Timeu, que dá espaço para receber as formas copiadas participantes. Tal confere a duplicidade entre entidade primordial e aparência. No sistema de Plotino, o termo enfatiza o sistema de processões do ser que emergem e participam do Um.
Outro tipo de participação envolve correspondências entre entidades que não tratam de algo ontologicamente menor participando do mais alto. Tais são as semelhanças entre as próprias Ideias. Platão também considera essas relações como relações de participação, nas quais ele também aceita participação mútua. Nestes casos, também se fala de comunidade (koinōnía). Isso levanta a questão especial da participação de uma Ideia em si mesma ("auto-predicação"). A auto-predicação (por exemplo, a afirmação "A própria ideia de Belo é bela") leva a dificuldades no ensino de Ideias, conhecidas como "argumento do terceiro homem".
Para resolver isso, há três grandes Tipos ou Gêneros (genos; às vezes chamados Gêneros Supremos) de Formas que foram enunciados nos diálogos platônicos Timeu e Sofista para a dependência e distinção ontológica: são os de Essência (ousia), do Mesmo (tautón) e o do Outro (tháteron/héteron), das quais as coisas participam e por meio das quais se individualizam: uma coisa de cor vermelha no mundo sensível possui semelhança e participa do Vermelho ideal - guardando junto a ele uma relação de "mesmidade"; no entanto, ambos se distinguem, e não há identidade absoluta entre os dois ao partilharem de um Mesmo, pois há participação também da "alteridade" entre as duas entidades do vermelho para suas individualizações - elas são mesmas em essência "vermelho", mas entidades separadas como "outro". A participação do Mesmo define também uma auto-identidade exclusiva a uma coisa, ao mesmo tempo que, por consequência, limita todo o resto de fora daquilo que ela não é - o Outro. Daí nos diálogos posteriores, Platão utilizou o termo chōris para indicar as Formas, interconectadas porém distintas entre si e entre as coisas partícipes sensíveis, cada ser possuindo uma auto-identidade que é seu conjunto de forma autolimitado. Isso justifica porque as instâncias partícipes de formas são semelhantes, mas não são a própria Forma em si - cada uma tem sua participação específica do "Mesmo" em seu ser: são dois seres com mesma ousia, mas com mesmidade e alteridade individual que as separam. Compartilhar a essência também justifica porque não se incorre ao argumento do terceiro homem - elas partilham da mesmidade de um único Vermelho, apesar de separadas na mesmidade individual de cada qual. Assim, no esquema de comunhão de Tipos (koinonion ton genos) e entrelaçamento de Formas (symplokê ton eidon) de Platão, cada Forma participa do Outro, mas isso não faz delas absolutamente as mesmas.
"Se as coisas são muitas, você diz, é necessário que sejam mesmas e não mesmas."
–Parmênides 27e
"aquilo que é um é auto-idêntico e diferente de si mesmo, e, da mesma maneira, idêntico a e diferente dos outros."
–Parmênides 146b 
No diálogo Parmênides, um diálogo entre Sócrates em sua juventude e o filósofo ancião Parmênides põe em prova e questionamento a teoria da participação das Ideias. Parmênides interroga a Sócrates: 
"Bem, diga-me, você acha que, como você diz, há Ideias, e que essas outras coisas que participam delas são nomeadas a partir delas, como, por exemplo, aquelas que partilham de Semelhança (omoion) se tornam semelhantes, aquelas que participam de Grandeza são grandes, aqueles que participam de Beleza e Justiça, justas e belas?"
–Parmênides 130e-131a
Ao que Sócrates tenta explicar de vários modos ao longo das aporias: 
"ela pode ser como o dia, que é um e o mesmo, e está em muitos lugares ao mesmo tempo, e ainda assim não está separado de si mesmo; então cada Ideia, apesar de uma e a mesma, pode estar em todos os seus participantes ao mesmo tempo. ... penso que a visão mais provável é de que essas ideias existem na natureza como paradigmas (modelo/padrão), e as outras coisas se assemelham a elas e são imitações delas; a participação em ideias é assimilação delas, isto e nada mais."
–Parmênides 131b e 132d
Os problemas discutidos e não resolvidos no Parmênides levaram alguns a considerarem que, por enquanto, não é possível responder à pergunta sobre o tipo de participação do dado fenomenalmente nas Ideias sem contradição. Aristóteles relatou que, nos diálogos posteriores, Platão teria deixado de usar o termo participação para o relacionamento das coisas com as Ideias, caracterizando-as como imitação (mímēsis); no entanto, o que se confirma é o contrário e há importância maior para metéxis na continuidade de diálogos como Sofista e Filebo.
No Sofista, são levados em consideração cinco gêneros em comunhão: o ser, o repouso, o movimento, o mesmo e o outro. A metéxis é intrinsecamente realizada pela participação do "outro" ou não-ser, em que o não-ser não é necessariamente oposição ao ser, mas uma relação de alteridade. Isso garante que a participação no ser ao mesmo tempo definirá identidade própria que distingue os participantes, em predicação cada qual com sua alteridade relativa. Isso para Platão resolve o problema do imobilismo, já que aqui o não-ser de certo modo é, está sempre presente nos seres e é explicativo das misturas, em refutação a Parmênides:
"os gêneros se misturam entre si, e o ser e o outro atravessam entre si todos os gêneros, incluindo-se um ao outro: de um lado, o outro existe, depois de ter participado do ser, e, por causa dessa participação, não é exatamente aquilo em que teve participação, mas outro, e, uma vez que é outro em relação ao ser, com toda clareza é necessariamente não ser! E o ser, por sua vez, tendo tomado participação do outro, seria outro em relação aos outros gêneros, e, uma vez que é outro, não é cada um deles, nem todos os outros, a não ser ele próprio; de modo que, sem tergiversação, há dez mil sobre dez mil coisas que o ser não é; e, tal como os outros, em relação a cada uma e à totalidade das coisas, é de muitas maneiras e de muitas maneiras não é"
–Sofista 259a-b
Embora em questões de participação por parte do participante haja uma absorção puramente passiva das propriedades, nos seres humanos, se ele compartilha as Ideias das virtudes individuais, um papel ativo do participante entra em jogo na medida em que ele tenta alcançar a virtude.

## Visão de Aristóteles
Aristóteles, que rejeita o ensino de Ideias por seu professor Platão, também renuncia à ideia associada de participação. Ele acha que compartilhar não é um termo filosófico porque não há uma definição clara para isso. A expressão era inútil para um argumento filosófico, seria apenas uma palavra vazia e uma metáfora poética, cujo significado Platão não examinara. No entanto, Aristóteles ocasionalmente usa o verbo metechein (compartilhar). Em seu Tópicos, ele o traz como "tomando a definição daquilo que está sendo participado". O que se quer dizer é que todas as características que compõem o conceito do que é participado também são características do participante. Por exemplo, a espécie "humano" tem uma participação no gênero "ser vivo", porque todas as características que compõem o termo "ser vivo" também são características dos seres humanos. Por outro lado, o gênero "ser vivo" não tem participação no tipo "humano", porque nem todas as características dos seres humanos também são suas características. Segundo os ensinamentos de Aristóteles, apenas algo mais baixo, com mais características, pode participar do mais alto, com menos características, como um indivíduo em sua espécie ou uma espécie em um gênero.
Segundo Aristóteles, os seres vivos se reproduzem "para que possam participar do eterno e do divino na medida do possível". Indivíduos como tais não são capazes de participar dessa maneira porque são transitórios, mas podem pelo menos permitir seu próprio tipo de continuidade.

## Neoplatonismo
O conceito de participação de Platão é retomado no neoplatonismo. Plotino atribui todas as semelhanças entre coisas diferentes ao fato de compartilharem a mesma Ideia. A participação multiplica a característica que todos eles têm em comum, permitindo assim sua aparência generalizada. Então, tudo o que é tem parte no Ser, que Plotino iguala à Nous cósmica (razão do mundo). O que participa está presente no participante. O princípio de que o participante deve ter a essência de quem ele faz parte e quem está presente nele é importante para a teodiceia de Plotino. Ele ressalta que todo o cosmos sensível participa da Divindade, Nela estando presente. Portanto, sua natureza não poderia ser fundamentalmente oposta à natureza da Divindade, logo, o cosmos não poderia ser ruim. Não poderia haver um princípio divino, como acreditavam os gnósticos, cujos ensinamentos Plotino combateu, de um cosmo inerentemente ruim.
O aluno de Plotino, Porfírio, que incorpora a lógica aristotélica ao ensino neoplatônico, interpreta em sua Isagoge, um livro de lógica, a pertença de indivíduos a uma espécie como participação nela.
O influente neoplatônico antigo tardio Proclo estabelece o princípio de que o tipo e grau de participação depende do participante. Este princípio é posteriormente adotado por Boécio e, portanto, é familiar na filosofia medieval. Além do participante e do participado, Proclo adota um terceiro elemento de classificação mais alta, o não participado (para o améthekton). É ontologicamente superior ao participado em que o participante participa. Com esse modelo, Proclo rebate objeções ao ensino de metéxis. Ele considera a própria Ideia platônica não participativa, o participativo servindo como um elo entre ela e as coisas participantes.
Na teologia patrística e filosofia medieval posterior, esse conceito platônico, junto com parúsia e deificação, é importante sobre a participação das criaturas no Criador.

## Ligação externa
- Cabral, João Francisco Pereira. «Os Gêneros Supremos e o entrelaçamento das Ideias no Sofista de Platão». Brasil Escola. Consultado em 14 de julho de 2020